# Malin Lindgren
Malin Lindgren (18. februar 1932 i København – 7. maj 2006) var en dansk journalist og forfatter.
Malin Lindgren var datter af departementschef og senere direktør for Den Kongelige Porcelænsfabrik, Erik Lindgren.
Hun blev uddannet journalist og journalistelev på Bornholms Avis 1951-52 og på Næstved Tidende 1952-54, og sidstnævnte sted også journalist frem til 1956. I 1956 kom hun til BT og i 1958 til Søndags B.T. I perioden 1966-78 var hun på Berlingske Tidende, hvor hun særligt dyrkede de store interviews. I 1978 skiftede hun til Politiken, hvor hun fra 1989 var korrespondent først i Paris og siden Bruxelles. Fra 1997 var hun freelance journalist og boede den sidste del af sit liv i Rom.
Ridder af Dannebrog 1986.